# Zapovednik Karatal-Ǧapyryk
Zapovednik Karatal-Ǧapyryk of Zapovednik Karatal-Zjapyrykski (Kirgizisch: Каратал-Жапырык мамлекеттик коругу; Russisch: Каратал-Жапырыкский государственный заповедник) is een strikt natuurreservaat gelegen in oblast Naryn van Kirgizië. De oprichting tot zapovednik vond plaats op 1 maart 1994 per regeringsresolutie (№ 91/1994) van de Kirgizische Republiek om de unieke natuurlijke complexen en de zeldzame en bedreigde planten en dieren van de centrale Tiensjan te beschermen. Het reservaat heeft een totale oppervlakte van 157,54 km² verdeeld over twee clusters.

## Deelgebieden
Zapovednik Karatal-Ǧapyryk bestaat uit twee deelgebieden:
- Soň-Köl of Son-Koel (Kirgizisch: Соң Көл; Russisch: Сон-Куль) - Dit deelgebied heeft een oppervlakte van 86 km², waarvan 52 km² uit water bestaat.[1] Sinds 23 januari 2011 werd het bergmeer Soň-Köl erkend als internationaal belangrijk watergebied onder de Conventie van Ramsar. Soň-Köl is het grootste zoetwaterbergmeer van Centraal-Kirgizië en is gelegen op een hoogte van 3.016 meter boven zeeniveau. Het meer vormt een pleisterplaats voor trekvogels als zwarte ooievaar (Ciconia nigra) en vormt onder andere een broedgebied voor de in Kirgizië zeldzame Indische gans (Anser indicus), visdief (Sterna hirundo) en geoorde fuut (Podiceps nigricollis).[4] Het deelgebied is ook een toevluchtsoord voor bedreigde vogelsoorten als grote trap (Otis tarda) en sakervalk (Falco cherrug). Het gebied is archeologisch gezien ook van belang door de aanwezigheid van grafheuvels, stenen monumenten en stenen vuurhaarden. De lokale bevolking beschouwd het bekken als heilig en bezoeken het gebied vaak om te bidden. Daarnaast wordt het meer vaak bezocht door herders en het is bovendien een populaire kampeerplaats onder toeristen.[5]
- Čatyr-Köl of Tsjatyr-Koel (Kirgizisch: Чатыр Көл; Russisch: Чатыр-Куль) - Dit deelgebied heeft een oppervlakte van 71,54 km², waarvan 39,54 km² uit water bestaat. Op 8 november 2005 werd dit deelgebied erkend als internationaal belangrijk watergebied onder de Conventie van Ramsar.[1] Het bergmeer Čatyr-Köl ligt op een hoogte van 3.530 meter boven zeeniveau. Deelgebied Čatyr-Köl is onder andere een broedgebied voor de Indische gans. Ook zijn er in de ruiperiode 5.000 à 10.000 casarca's (Tadorna ferruginea) aanwezig — een aanzienlijk aandeel van de Centraal-Aziatische populatie.[6] Andere eendensoorten die er komen om te ruien zijn onder meer de pijlstaart (Anas acuta), zomertaling (Anas querquedula) en witoogeend (Aythya nyroca). De omgeving rondom het meer is het leefgebied van de zeldzame argali (Ovis ammon). Het bekken ligt bovendien op de oude zijderoute, die in de richting van China loopt via de Torugartpas.[7]

## Dierenwereld
De dierenwereld is over het algemeen weinig bestudeerd. Wel is bekend dat de ongereguleerde jacht een zware tol eist van de fauna in het reservaat. Zo komen de bruine beer (Ursus arctos), tiensjan-wapiti (Cervus canadensis songaricus), wild zwijn (Sus scrofa) en Aziatische wilde hond (Cuon alpinus) niet meer in het reservaat voor. Onder de 20 vastgestelde zoogdieren bevinden zich de Siberische steenbok (Capra sibirica), argali (Ovis ammon karelini), Siberisch ree (Capreolus pygargus bedfordi), altaimarmot (Marmota baibacina centralis) en Siberische paardenspringmuis (Allactaga sibirica). Het sneeuwluipaard (Uncia uncia) is er extreem zeldzaam.
...
Issyk-Koel · 
Karatal-Ǧapyryk · 
Sary-Čelek · 
Saryčat-Ertaš
...